# Bölþorn
Secondo la mitologia norrena, Bölþorn era un gigante primordiale, padre di Bestla, nonno materno di Odino, Víli e Vé. Suo fratello (il cui nome non è mai citato nell'Edda in prosa, ma che alcuni studiosi ipotizzano che possa essere Mímir) insegnò a Odino nove tremendi canti magici.

## Etimologia
Il nome "Bǫlþorn" è traducibile come «spina di male», «spina malvagia».
1. bǫl- | La prima parte del costrutto è la radice del sostantivo neutro bǫl «male, sfortuna». Cfr. antico alto tedesco balv, antico sassone balu, anglosassone balew, inglese bale, da cui l'aggettivo baleful «funesto»; la parola è scomparsa in tedesco e danese moderni; in gotico troviamo i composti balvavesei e balveins «tortura, punizione». Troviamo la stessa parola anche nel costrutto Bǫlverkr «[colui che] agisce male», epiteto di Óðinn.
2. -þorn | La seconda parte è il sostantivo maschile þorn «spina». Cfr. antico alto tedesco dorn > tedesco Dorn; anglosassone þorn > inglese thorn; norreno þorn > danese torn, norvegese torn; nel gotico di Ulfila la parola compare nella forma þaurnus. Ma þorn è anche il nome della terza runa ᚦ dell'alfabeto fuþark, la cui forma ricorda appunto una spina di rovo e ha ispirato la lettera latina þ, dallo stesso nome. La lettera þorn è anche chiamata «runa del gigante», in quanto iniziale della parola þurs «gigante».

Il nome di Bǫlþorn, dunque, suggerisce l'interpretazione di un gigante portatore di incantesimi malefici.